# 사의당
사의당(四宜堂)은 대한민국 경상북도 영천시 자양면 성곡리에 있는, 조선 후기에 지어진 강학당이다. 1975년 8월 18일 경상북도의 유형문화재 제74호로 지정되었다.

## 개요
사의당은 조선 후기에 지어진 강학당으로, 조선 영조 8년(1732)에 정중호의 형제인 중기·중범·중락 등이 우의를 더욱 돈독히 하고 학문연구와 제자교육을 위해 지은 것이다. 원래는 자양면 용산동에 지은 것을 영천댐 건설로 인하여 1977년 지금의 위치로 옮겨 지었다.
　앞면 5칸·옆면 1칸의 규모이며, 지붕 옆면이 사람 인(人)자 모양인 맞배지붕 건물이다. 왼쪽 2칸은 마루이고 오른쪽 3칸은 방으로 구성되어 있다. 마루에는 둥근 기둥, 방에는 네모 기둥을 사용하였다. 사의당 이외에 앞면 6칸·옆면 1칸의 규모로 행랑채인 수의당이 있다.

## 참고 문헌
- 사의당 - 국가유산청 국가유산포털